# 比拉尔·奇尔奥卢
比拉尔·奇尔奥卢（土耳其語：Bilal Çiloğlu，1998年6月16日—），土耳其男子柔道运动员，2018年欧洲柔道锦标赛男子73公斤级铜牌得主、2021年世界柔道锦标赛男子73公斤级铜牌得主。